# Emilia Pikkarainen
Emilia Pikkarainen (* 11. Oktober 1992 in Vantaa; zwischenzeitlich verheiratete Bottas) ist eine finnische Schwimmerin. Sie nahm an den Olympischen Spielen in Peking (2008) und in London (2012) teil.

## Karriere
Pikkarainen nahm 2008 an den Olympischen Spielen in Peking teil. Sie startete in der Disziplin Schmetterling über 100 m. Sie wurde dabei 46. in der Gesamtwertung. 2012 qualifizierte sie sich erneut für die Olympischen Spiele, die in diesem Jahr in London stattfanden. Sie startete in den Wettbewerben Schmetterling über 100 und 200 m sowie in der Disziplin Lagen über 200 m. Ihre beste Platzierung erreichte sie beim Schmetterling über 200 m, in der sie den 27. Rang erreichte.
Pikkarainen hält mit einer Zeit von 59,07 s den finnischen Rekord in der Disziplin Schmetterling über 100 m.

## Persönliches
Emilia Pikkarainen war mit dem finnischen Autorennfahrer Valtteri Bottas verheiratet und trug in dieser Zeit auch seinen Familiennamen. Am 28. November 2019 gab das Paar die Scheidung bekannt. Pikkarainen nahm wieder ihren Mädchennamen an.